# Internationales Bergfilmfestival Tegernsee
Das Internationale Bergfilmfestival Tegernsee ist ein Bergfilmfestival, das seit dem Jahr 2003 jährlich im Oktober im oberbayerischen Tegernsee veranstaltet wird. Dabei gehört es mittlerweile neben dem Berg- und Abenteuerfilmfestival Graz und dem Banff Mountain Film Festival zu den international bedeutendsten Festivals dieser Art. Das Festival ist Teil der International Alliance for Mountain Film. Der Begriff Bergfilm wird im Rahmen des Festivals breit ausgelegt, so dass bei dem Festival Spielfilme, Naturfilme und Sportfilme gezeigt werden. 
Die künstlerische Leitung des Festivals obliegt Michael Pause, ehemaliger Moderator und Leiter der Sendung Bergauf-Bergab beim Bayerischen Rundfunk. Mit dem 21. Bergfilmfestival im Jahr 2024 erfolgt die Übergabe der Leitung an Tom Dauer, Filmemacher und Autor. Initiator und Mitbegründer des Festivals war der Dokumentarfilmer Otto Guggenbichler († 2009). Schirmherr des Festivals war seit seiner Gründung bis zu seinem Tode 2017 Heiner Geißler.
Eine international besetzte Jury vergibt im Laufe der fünftägigen Veranstaltung folgende Preise:
- Großer Preis der Stadt Tegernsee (3.000 Euro)
- Preis des Deutschen Alpenvereins für den besten Alpinfilm der Kategorie »Erlebnisraum Berg« (1.000 Euro)
- Preis in der Kategorie »Naturraum Berg« (1.000 Euro)
- Preis in der Kategorie »Lebensraum Berg« (1.000 Euro)
- Otto-Guggenbichler-Nachwuchspreis (1.000 Euro)
- Preis für die beste Kameraleistung (undotiert)
- Preis für den besonderen Film (undotiert)

Außerdem gibt es den Bayern2-Publikumspreis (1.000 Euro).
Neben der Vielzahl an gezeigten Filmen wird das Bergfilmfestival durch ein Rahmenprogramm aus Podiumsdiskussionen, Ausstellungen und anderen Events begleitet.